# XXII Batalion Saperów
XXII batalion saperów (XXII bsap)  – pododdział saperów  Wojska Polskiego w II Rzeczypospolitej.

## Dzieje XXII batalionu saperów
XXII batalion saperów powstał w   1918 z oddziałów saperów przemyskich i lwowskich, zorganizowanych z żołnierzy byłej armii   austriackiej. 
Po zajęciu Przemyśla przez  wojska Rosyjskie  w  1918, rozpoczęła  się z akcja odwetowa ze strony wojsk polskich, wypędzania najeźdźców. Jednocześnie zaczęto formować z  żołnierzy byłej  armii zaborczej  10 pułku piechoty, przy którym utworzono  oddział saperów, który otrzymał nazwę „Oddział Saperów w  Przemyślu". Po odebraniu Rosjanom  Przemyśla rozpoczęła się praca organizacyjna oddziałów saperów i ekwipowanie oddziałów odchodzących na front.
Dnia 12 maja odeszła na front  1/XXII  kompania pod dowództwem kapitana Szkolnickiego,  dnia 17 maja odeszła druga kompania pod dowództwem por. dr. Steifera.
Z tych dwóch  kompanii został  utworzony   Vl-ty,  później przemianowany na V-ty, batalion saperów lwowskich.  Dowódcą  batalionu i polowym Szefem Inżynierii grupy operacyjnej „Wschód" generała Iwaszkiewicza został kapitan inż. Hickiewicz.
Batalion ten jako V-ty batalion saperów walczy wraz z 5-tą dywizją piechoty w 1919 we wschodniej Małopolsce przeciw Rosjanom.  Od początku 1919 do końca maja 1920 bierze udział w działaniach zaczepnych przeciw bolszewikom na Ukrainie.  W czerwcu i lipcu 1920 batalion znajduje się na froncie litewsko-białoruskim. Od  sierpnia  1920, aż do końca walk, t. j. zawarcia pokoju, batalion walczy i wykonywa liczne prace techniczne we wschodniej Małopolsce i na Ukrainie.  Najważniejszą z tych prac była przeprawa 3. i 4. dywizji piechoty przez Dniestr  w okolicy  Halicza. Z Batalion odznaczył się chlubnie pod Derazną na Ukrainie 1 kwietnia 1920, odnosząc liczne sukcesy, zdobywając na bolszewikach armaty, karabiny maszynowe, dużo sprzętu wojennego, i biorąc do niewoli wielu jeńców.

22 sierpnia 1921 dotychczasowy V batalion saperów został przemianowany na XXII batalion saperów .
W 1921 baon został włączony w skład 10 pułku saperów w Przemyślu.
W 1929, w następstwie reorganizacji wojsk saperskich, batalion został rozformowany.

## Żołnierze batalionu
Dowódcy batalionu
- kpt. Ignacy Gicała (od 25 XI 1922)[4]
- mjr inż. Józef Ojrzyński (5 IX 1924[5] - 27 III 1925 → kier. ref. Wydz. Zaop. Dep. V M.S.Wojsk.)
- mjr Ernest Reinhardt Schuppler (od VI 1925)
- mjr Roman Głaczyński (od 26 IV 1928)[6]

Kawalerowie Virtuti Militari
- sierż. Aleksander Łabaj nr 5503[7]
- sierż. Zygmunt Sosnowski nr 5537[7][8]